# Конформери

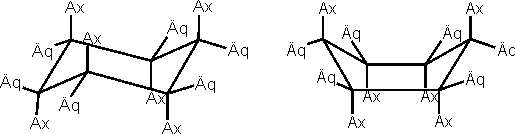
Конформації «крісло» і «човник» для циклогексану

Конформе́ри (рос. конформеры, англ. conformers) — конформаційні ізомери в стані рівноваги, яким відповідають мінімуми на енергетичній поверхні. Не завжди можуть бути виділені через невисокий енергетичний бар'єр обертання (8—40 кДж моль−1). Розрізняються за торсійними кутами.
Приміром, «човник» і «крісло» циклогексану.